# Calendario macedonio
El calendario macedonio es un calendario lunisolar que se usaba en la antigua Macedonia durante el primer milenio a. C. Se compone de doce meses lunares sinódicos (p.e. 354 días por año) que necesitaban intercalar más meses para que fueran parejos con las estaciones. Cuando el calendario se usaba por todo el mundo helenístico, se añadieron en total siete embolimoi (meses intercalarios) cada ciclo metónico de 19 años. Los nombres del calendario macedonio se siguieron usando en Siria incluso en la era cristiana. El calendario macedonio era básicamente el calendario babilonio, empleando nombres macedonios en vez de los originales babilonios. Por ejemplo, las inscripciones de un calendario solar macedonio del siglo VI a. C. de Decápolis, Jordania, empiezan por el nombre Audynaeus. Este tipo de calendario solar se mezcló más tarde con el calendario juliano y, de hecho, en la provincia romana de Macedonia se usaban ambos calendarios.
- Δίος (Dios, luna de octubre)
- Απελλαίος (Apellaios, luna de noviembre, también un mes dórico)
- Αυδυναίος or Αυδναίος (Audunaios o Audnaios, luna de diciembre, también mes cretense)
- Περίτιος (Peritios, luna de enero)
- Δύστρος (Dystros, luna de febrero)
- Ξανδικός  o  Ξανθικός (Xandikos o Xanthikos, luna de marzo) 
  - Ξανδικός Εμβόλιμος (Xandikos Embolimos, intercalado seis veces en un ciclo metónico de 19 años)
- Αρτεμίσιος  o  Αρταμίτιος (Artemisios o Artamitios, luna de abril, también mes en Esparta, Rodas y Epidauro - Artemisiōn era un mes jónico)
- Δαίσιος (Daisios, luna de mayo)
- Πάνημος  o  Πάναμος (Panēmos o Panamos, luna de junio, también mes en Epidauro, Mileto, Isla de Samos y Corinto)
- Λώιος (Lōios, luna de julio - Ομολώιος, Homolōios, era un mes etolio, beocio y tesalio)
- Γορπιαίος (Gorpiaios, luna de agosto)
- Υπερβερεταίος (Hyperberetaios, luna de septiembre - Hyperberetos era un mes cretense)
  - Υπερβερεταίος Εμβόλιμος (Hyperberetaios Embolimos, intercalado una vez en un ciclo métonico de 19 años)